# Gyūhi
Gyūhi (求肥) là một loại wagashi (đồ ngọt truyền thống Nhật Bản). Gyūhi là một phiên bản mochi (餅) mềm hơn, và cả hai được làm từ bột gạo nếp hay mochiko (餅粉 bột gạo nếp).
Vì gyūhi tinh tế hơn nên thường ít được làm và phục vụ hơn mochi. Nó đôi khi được coi là những đồ ngọt có nguồn gốc từ khu vực Kyoto. Gyūhi pha màu là cơ sở của matsunoyuki, một loại bánh wagashi giống cây thông phủ đầy tuyết.
Gyūhi cũng được sử dụng như một thành phần trong các loại wagashi khác như nerikiri (煉り切り), được làm từ sự pha trộn giữa gyūhi và shiroan (白餡), một phiên bản làm từ đậu trắng của anko. Nerikiri thường được nhuộm màu và tạo khuôn theo những cách tương tự như cách xử lý bánh hạnh nhân trong các món tráng miệng phương Tây.

## Hyōroku mochi
Hyōroku mochi là một loại kẹo được sản xuất và bán bởi Seika Foods ở Kagoshima. Cái này được làm bằng gyūhi.